# Olympias (nave trirreme)

El Olympias es una reconstrucción de un antiguo trirreme ateniense y un ejemplo importante de arqueología experimental. Es también un barco encargado por la Armada griega, el único de su clase en el mundo.

## Historia

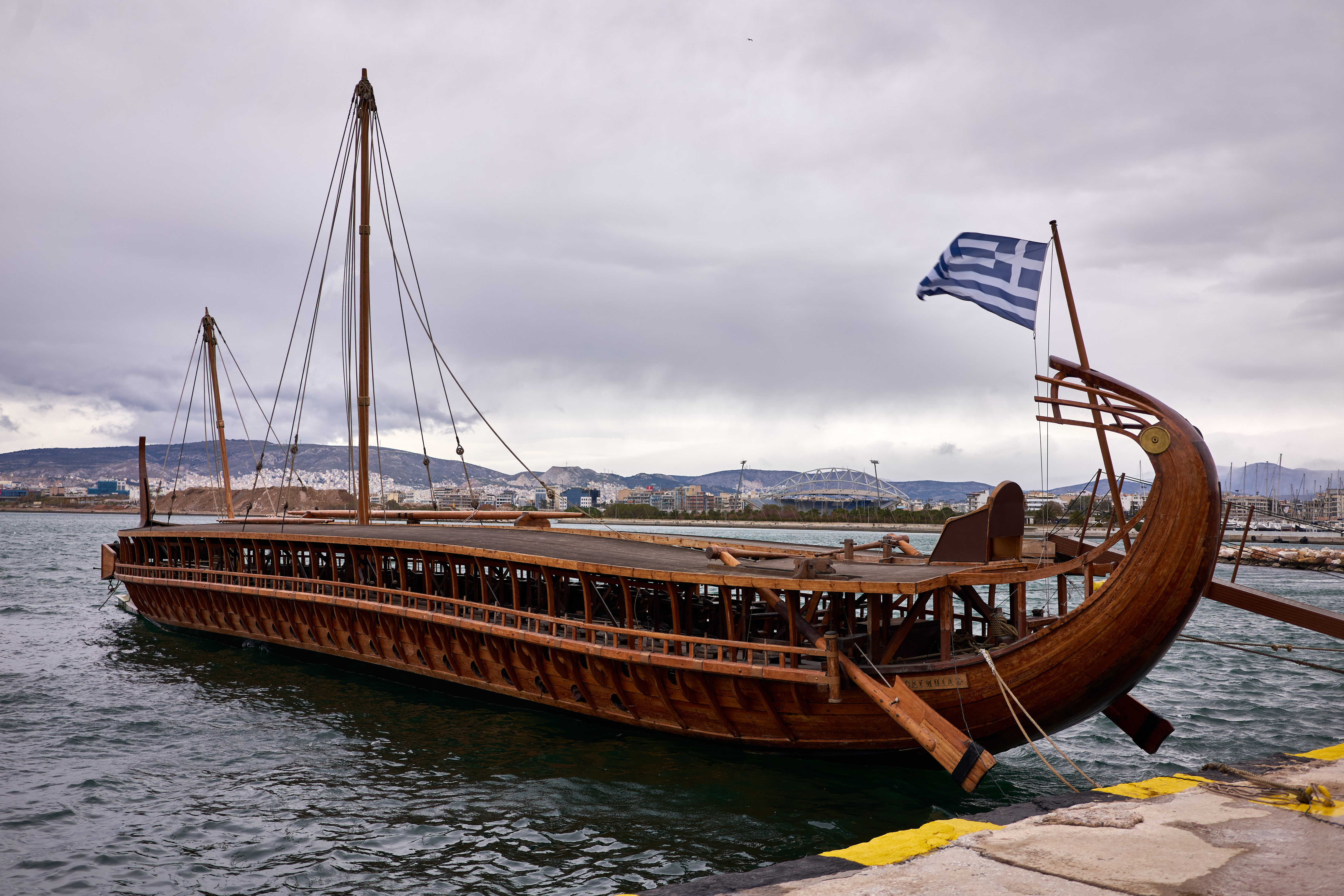
El Olympias en el año 2019.

El Olympias fue construido entre los años 1985 a 1987 por un constructor de naves en El Pireo. Su diseño se inspiró en los bocetos del arquitecto naval John F. Coates, quien los desarrolló después de un intercambio de pareceres con el historiador John S. Morrison a lo largo de una serie de artículos publicados en The Times en los años 80 del siglo XX. 
El trabajo fue supervisado por el profesor Charles Willink, y recogió pruebas de la literatura, la historia de arte y la arqueología de Grecia. La financiación provino de la Armada griega y donantes tales como Frank Welsh (un banquero, escritor y entusiasta de los trirremes). 
Entre 2016 y 2018 se organizaron varios viajes al golfo Sarónico con remeros aficionados y pasajeros.